# Teodor Karol Szydłowski

Herb Lubicz.

Teodor Karol Leon Szydłowski herbu Lubicz (ur. 1793 w Warszawie, zm. 8 stycznia 1863 w Patrykozach) – generał brygady powstania listopadowego. Żołnierz armii Księstwa Warszawskiego, adiutant księcia Józefa Poniatowskiego (1813) później oficer i wreszcie generał w wojsku polskim za czasów kongresowego Królestwa Polskiego.
Szef sztabu przybocznego Naczelnego Wodza Skrzyneckiego.
Mianowany do stopnia generała brygady w powstaniu listopadowym.

## Życiorys
Urodził się w 1793 roku w Warszawie jako syn Adama Jakuba, starosty mielnickiego i Wiktorii z d. Kuczyńskiej. W wieku 16 lat wstąpił do armii jako kadet 2 Pułku Piechoty Księstwa Warszawskiego, a następnie trafił do 13 Pułku Huzarów. 1 lutego 1813 został mianowany adiutantem ks. Józefa Poniatowskiego, z którym walczył w bitwie pod Lipskiem. Został wtedy przeszyty kulą na wylot. Jego rana była na tyle poważna, że kazał swojemu kuzynowi, Ludwikowi Kickiemu, go zabić. Ten jednak tego nie uczynił, a Teodora przeniesiono do szpitala w Dreźnie, gdzie doszedł do zdrowia. Pamiętniki z bitwy opisują go jako jednego z dwóch ostatnich adiutantów, którzy byli przy nim w ostatnich chwilach życia.
Do wojska powrócił pod koniec marca 1815 roku i został skierowany do szwadronu instrukcyjnego strzelców konnych w stopniu kapitana, lecz z powodu rany postrzałowej spod Lipska podał się do dymisji. Został odznaczony Krzyżem Złotym Orderu Virtutti Militari. Powrócił do swojego domu w departamencie siedleckim. Po śmierci ojca w 1820 roku odziedziczył Hruszniew (dziś w pow. łosickim) i dobra w Repkach z przyległościami (dziś w pow. sokołowskim), gdzie przeprowadził melioracje gruntów, podnosząc ich wartość. 1 lutego 1827 rodzeństwo Szydłowskich dokonało podziału spadku. Teodor przejął folwark Repki z dworem, a Kupientyn z dworem oraz folwarki: Karskie, Liszki i Sawice przeszły na wyłączną własność młodszego brata Edwarda. 22 lutego dokonano kolejnego podziału: Hruszniew matka zapisała córce Ewie, a tydzień później Teodor dokonał wymiany dóbr w Repkach w zamian za jej nowo odziedziczone dobra. Po podziale pozostał mu spory majątek w Hruszniewie oraz pewne sumy pieniędzy, które zainwestował w zakup (od spadkobierców Antoniego Łopuskiego) dóbr w Patrykozach. Do transakcji doszło 8 kwietnia 1827 w kancelarii rejenta Antoniego Złotkowskiego w Łosicach.
Pod koniec listopada 1830 przybył do Warszawy. Stało się tak za przyczyną ciężkiej choroby jego ciotecznego brata – Walentego Sobolewskiego, wówczas prezesa Rady Administracyjnej. Będąc u kuzyna dowiedział się o wydarzeniach nocy listopadowej i razem z Ludwikiem Kickim, po 15 latach spędzonych poza wojskiem, przystąpił do powstania. Skierowano ich od razu do sztabu Naczelnego Wodza. Teodor adiutanturę pełnił już u boku gen. Józefa Chłopickiego, potem u gen. Michała Gedeona Radziwiłła i w końcu przy gen. Janie Skrzyneckim. W styczniu 1831, z racji swej funkcji, major Szydłowski awansowany został do stopnia podpułkownika. Był jednym z bohaterów zwycięskiej bitwy pod Dębem Wielkim i z bitwy tej, 5 kwietnia w Siennicy, złożył raport Skrzyneckiemu. 9 kwietnia 1831 awansowany na pułkownika, został szefem sztabu Naczelnego Wodza. Po klęsce ostrołęckiej powrócił ze Skrzyneckim do Warszawy, gdzie otrzymał rozkaz o aresztowaniu gen. Jana Krukowieckiego. 15 lipca objął dowództwo nad 2. Brygadą w 1. Dywizji Jazdy, a 28 lipca otrzymał awans na stopień generała brygady. Zdążył wziąć także udział we wrześniowej obronie stolicy. Po kapitulacji stolicy, 12 września 1831 podał się do dymisji i kilka dni później złożył przysięgę wierności carowi Mikołajowi I, dzięki czemu mógł pozostać w kraju.
Po upadku powstania powrócił do Patrykoz, gdzie w 1832 rozpoczął budowę nowego pałacu. Rozciągnął opiekę nad kościołami w Górkach, Kożuchówku i cerkwią unicką w Chłopkowie, wspomagał też bezzwrotnymi pożyczkami swych kuzynów z Werbkowic (dziś powiat hrubieszowski). Pod koniec swego życia był też właścicielem Zagórzan, wsi leżącej wówczas w południowej części guberni radomskiej. Pałac w Patrykozach, wraz z całym założeniem, ukończono ok. 1843 roku.
Wszystkie źródła podają zgodnie, że był typem samotnika, który nie założył własnej rodziny. Pod koniec życia niemal cały swój majątek zapisał testamentem kuzynowi Antoniemu Józefowi Szydłowskiemu z Werbkowic, w tym Patrykozy i Hruszniew. Zmarł w czwartek, 8 stycznia 1863 roku w swym pałacu. Jego ciało spoczęło w kościele w Górkach. Do dziś znajduje się tam, wystawione staraniem Antoniego Szydłowskiego, marmurowe epitafium. Jego śmierć nastąpiła dokładnie dwa tygodnie przed ogłoszeniem Manifestu Tymczasowego Rządu Narodowego, który uznany został za początek powstania styczniowego.